# Nelson Cabrera (ciclista)
Nelson Cabrera (Valera), es un ex-ciclista profesional venezolano.
Participó en la Vuelta al Táchira y Vuelta a Venezuela y otras competencias nacionales.

## Palmarés
1974
- 5.º en 2.ª etapa Vuelta al Táchira, Santa Bárbara  Venezuela

1976
- 3.º en 8.ª etapa Vuelta al Táchira, La Grita  Venezuela

1977
- 58.º en Campeonato Mundial de Ciclismo en Ruta de 1977  Venezuela

1980
- 9.º en Clasificación General Final Vuelta al Táchira  Venezuela

1981
- 1.º en 9.ª etapa Vuelta al Táchira, Mérida  Venezuela

1982
- 1.º en 10.ª etapa Vuelta al Táchira, Mérida  Venezuela

## Equipos
- 1976  OPE - Trujillo